# 偶像大師 SideM 成長之星
《偶像大師 SideM 成長之星》，是一款由萬代南夢宮工作室負責開發、萬代南夢宮娛樂負責發行，於iOS、Android平台上的音樂遊戲，屬於《偶像大師 SideM》系列作品。遊戲於2021年10月6日於iOS、Android平台上開始運營。略称是 。

## 概要
2020年12月18日，在直播节目“アイドルマスター SideM　LIVE ON ST@GE！から重要なお知らせ”中宣布《偶像大師 SideM 獻唱舞台！ 》縮小營運規模且將會停止服務之際，同時也表示正在開發新的遊戲。
2021年3月14日，在线下活動“THE IDOLM@STER SideM PRODUCER MEETING WELCOME TO PLEASURE 315 G＠RDEN!!!”中，發表本作的標題。
2021年6月9日，在直播节目“アイドルマスター SideM　GROWING STARS　新作発表会”公开游戏相关信息，遊戲中的故事附有全語音，導入「猶如插圖動起來」的演出，希望從偶像的動作和表情中「傳遞出他們的個性」。而且，遊戲還宣布了追加「事出有因」由學生會長轉身成偶像的新組合『C.FIRST』，既存的組合的標誌也會更新。
2021年9月17日，事前登錄開始。
2021年10月6日，遊戲開始營運。
2023年4月4日，宣布遊戲將缩小運營規模並逐步停止服務。
2023年7月31日13時59分正式停止服務。
2023年9月27日，於SideM官方網站上的「315 PASSION CONTENTS」中公開了遊戲的故事劇情存檔，也追加了未在遊戲中發表的第0話劇情。

## 遊戲系統

Live模式的游戏画面，背景为通过Spine2D实现的演出动画

本作以社交網絡遊戲《偶像大師 SideM》為藍本，除了本作新増的『C.FIRST』外，所有遊戲角色沿用自該作品。玩家擔任「315事務所」製作人對男性偶像進行培養工作。
遊戲模式由節奏打擊類型音樂遊戲的“Live”和視覺小說類型的“工作”組成，通過這兩種模式可以獲得多種報酬。進行遊戲需要使用“體力”(ST)，而體力會隨著現實時間逐漸回復。
體力（スタミナ）會隨著玩家的等級（プロデューサーLv，簡稱）上升而提高。玩家每進行一次“Live”都會消耗體力，歌曲難度越高消耗體力也越多。體力會隨時間回復，但玩家亦可透過使用道具或明星寶石（スタージュエル）進行即時回復。
Live：
為五鍵下落式節奏打擊類音樂遊戲模式，該模式下背景會播放2D或3D的Live演出動畫，玩家則根據下落的音符進行相應的操作，並根據操作的準確程度獲得相應的分數。
遊戲中，螢幕下方有多個打擊點，需要對應上方落下的不同音符來操作。最簡單的圓形音符只需要在和打擊點重疊時點擊，除此之外還有滑條、箭頭等。打擊點的個數以及落下音符的數量或速度會根據難度不同而變化，最多會有五個打擊點。
每次“Live”都需要五個偶像角色組隊。有著EASY、NORMAL、HARD和EXPERT四種難度。每次“Live”消耗30體力。
完成“Live”後，遊戲將按分數高低、COMBO數和通關次數，向玩家發放不同程度的獎勵。同時，玩家與成員的“信賴度”以及成員的支持者數目也會隨之上升，達到一定程度後可以獲得獎勵。
MV模式下可不消耗體力觀看2D或3D Live演出動畫。
故事：
主線故事（メインストーリー）
描寫偶像們跟制作人的羈絆和成長，以GROWING STARS為主軸的故事。
一章由十話組成，閱讀完一話後可獲得五十顆明星寶石作為報酬。
活動劇情（イベントストーリー）
與活動的主題有關的故事。
活動期間內可以無條件下觀看，在活動結束後仍可到“故事”内的“活動”中觀看，但需要使用専用道具「回憶手帳」（スタージュエル）來進行解鎖。
活動劇情由序章及十話組成。
閱讀完一話後可獲得五十顆明星寶石作為報酬。明星寶石在活動結束後仍可獲取，但活動限定報酬只能在活動期間內獲取。
個人故事（アイドルエピソード）
以偶像個人為焦點、能夠更深入了解偶像的短篇故事。
一章由五話組成，閱讀完一話後可獲得十顆明星寶石作為報酬。
第0話（エピソードゼロ）
描寫偶像們遇見制作人以前的故事。
可以瞭解他們成為偶像的理由（ワケ）。
一章由十話組成，閱讀完一話後可獲得十顆明星寶石作為報酬。
工作：
和“Live”不同，工作更接近於視覺小說，需要觀看偶像的一段劇情來獲取報酬。
類型分為Physical、Intelli、Mental與All四種，每次工作需要消耗20體力。
隊伍編成：
玩家可以從49名偶像中編成各個五人組合進行演出，以自行編成的組合演出歌曲。
遊戲中登場的角色都被分入「Physical」、「Intelli」和「Mental」三種屬性之一。
玩家可按照歌曲屬性選取同樣屬性或歌曲原唱的角色進行遊戲，以得到更高的分數。
育成：
Change!
在完成“Live”後，隊伍編成中的角色可以獲得“Change點數”（チェンジpt）。
當一名角色的“Change點數”累積到最高值，玩家將可對該角色進行“Change!”，以獲得更高級的服裝和能力。
限界突破
在“限界突破”（限界突破）中，玩家可以將相同的角色卡合併來提升星級，以在進行“Live”時更容易取得高分数。
技能強化
在“技能強化”中，玩家可以使用課堂筆記（レッスンノート）獲得經驗值，為選定角色的技能進行強化，提高其能力。
偶像照片：
瀏覽當前所持有的卡片。
拍攝工作室：
P等級到達5級後解鎖。
可以自由選擇偶像和背景，以不同的表情、動作和服飾來拍照，並進行加工，圖片可下載至手機中。
LINK：
可以接收到偶像們的電話和短訊。
轉蛋：
使用明星寶石（スタージェム）或白金扭蛋票（ププラチナガシャチケット）進行隨機卡片抽取，發掘男性偶像。
SSR卡擁有獨立的演唱會服裝和特殊演出動畫。

## 活動
截至2022年6月，共有以下3種活動定期輪流舉行。
GROWING SIGN@L
追加新樂曲的活動，通常使用《成長之星》的原創樂曲。
在活動準備頁面選擇進行Live或工作可獲得活動專用點數，累積一定數量的專用點數便可獲得進行活動樂曲Live。
Live後可獲得活動點數，隨著活動點數累積，可獲得遊戲道具、獲得限定偶像卡片等。
活動樂曲在活動結束後便會追加到一般樂曲中。
GROWING SELECTION
追加新樂曲的活動，通常使用發佈於《成長之星》營運之前、既存的《偶像大師 SideM》系列樂曲作為活動樂曲。
活動期間通過「SELECTION BOARD」可獲得遊戲道具及限定偶像卡，進行一般Live或工作則可獲得活動點數。
但要是進行活動樂曲Live，便可獲得比進行一般樂曲Live更多的活動點數。
隨著活動點數累積，可獲得遊戲道具。
活動樂曲在活動結束後便會追加到一般樂曲中。
315 Carnival
活動期間進行演唱會或工作，獲得Passion貼紙(パッションシール)和315貼紙(315ステッカー)，使用貼紙即可換取遊戲道具以及限定偶像。

## 登場人物
本作登場人物除了登場於偶像大師 SideM的46名偶像之外，還追加了3名新偶像，合計登場偶像49名。

### 本作追加的新角色

#### C.FIRST
隊長：天峰秀
代表顏色： 藍綠
於《偶像大師 SideM 成長之星》中登場的組合。
天峰秀（あまみね しゅう ）（聲 - 伊瀨結陸）
原學生會會長。
興趣為音樂、動畫、收集情報，特技為能夠同時用左右手玩不同的遊戲。
高中一年級便擔任學生會長，文武雙全的天才。
花園百百人（はなぞの ももひと）（聲 - 宮崎雅也）
原學生會會長。
沒有特別的興趣，特技為「被人所愛」。
温和友善且受歡迎的人，但不多談論自己的事情，對製作人抱有強烈的好感。
曾經獲獎無數，一度被稱為「獎項殺手」，但父母卻認為「都光是些半調子的獎項，沒能回應到自己期待，是個沒用的孩子。」因而放棄養育並拋棄了他。
眉見鋭心（まゆみ えいしん）（聲 - 大塚剛央）
原學生會會長。
興趣為電影鑑賞，特技為操控水上摩托車。
文武雙全，性格冷靜且勇敢，是全校學生嚮往的人。和別人保持着適當的距離，不喜歡不必要的親密。

## CD
THE IDOLM@STER SideM GROWING SIGN@L
该CD于2021年9月29日起正式發售，其中收錄了為本作遊戲而創作的樂曲的CD單曲系列。

## 外部連結
- アイドルマスター SideM　GROWING STARS（サイスタ）｜バンダイナムコエンターテインメント公式サイト
- アイドルマスター SideM　GROWING STARS公式的X（前Twitter）